# Centre d'animation et de ressources d'information sur la formation
 (septembre 2012).
Si vous disposez d'ouvrages ou d'articles de référence ou si vous connaissez des sites web de qualité traitant du thème abordé ici, merci de compléter l'article en donnant les références utiles à sa vérifiabilité et en les liant à la section « Notes et références ».
Un centre d'animation et de ressources d'information sur la formation (CARIF) est un opérateur auprès des professionnels de la formation.